# نجیب، میشیگان
نجیب (به انگلیسی: Noble Township) یک منطقهٔ مسکونی در ایالات متحده آمریکا است که در شهرستان برنچ، میشیگان واقع شده‌است.
 نجیب ۵۵٫۳ کیلومتر مربع مساحت و ۵۲۰ نفر جمعیت دارد و ۲۸۲ متر بالاتر از سطح دریا واقع شده‌است.